# Governatori romani d'Asia

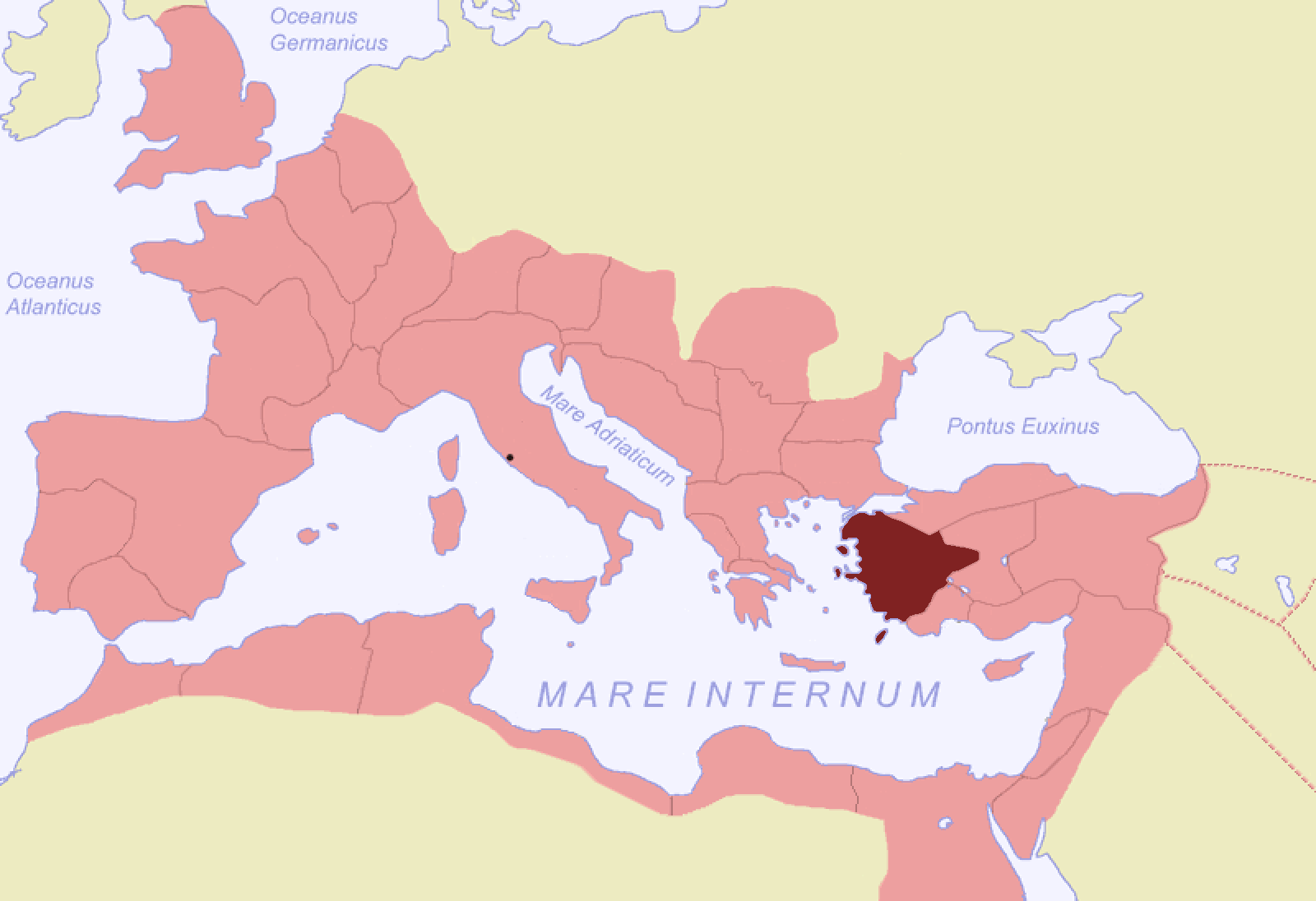
La provincia romana dAsia nell'anno 120 d.C.

Questa è la lista dei governatori romani della provincia romana d'Asia. Creata dopo il 113 a.C., la provincia venne riorganizzata dall'imperatore Augusto che la assegnò al Senato come governatore proconsolare. La provincia fu divisa da Diocleziano durante la riorganizzazione degli anni 290, ed una piccola porzione della stessa mantenne il nome originario.

## La provincia
La provincia comprese i territori del regno di Pergamo, a cui si aggiunse la parte della Caria che era rimasta sotto il dominio di Rodi fino al 168 a.C. . Altre regioni furono assegnate ai re alleati: la Licaonia alla Cappadocia, ai figli di Ariarate V, rimasto ucciso durante la rivolta di Aristonico, la Frigia al Ponto fino alla morte del re Mitridate III (121-116 a.C.). Rimase indipendente la confederazione di città (koinon) della Licia (fino al 44 a.C.), Non vennero annesse né la Panfilia né la Pisidia. Il Chersoneso Tracico venne annesso probabilmente alla provincia di Macedonia. Le isole che avevano fatto parte del regno di Pergamo furono annesse alla nuova provincia, mentre le altre rimasero libere.
Nel testamento di Attalo III una clausola salvaguardava le libertà cittadine, ma furono poche le città considerate libere ed esenti da tributi (civitates liberae et immunes) o alleate del popolo romano (civitates foederatae), rispettando la varia situazione già presente nelle monarchie ellenistiche. La situazione venne tuttavia più volte modificata, in relazione alle parti prese dalle diverse città durante le guerre mitridatiche e le guerre civili (tra Mario e Silla, tra Cesare e Pompeo e tra Ottaviano e Marco Antonio). Le città libere conservarono il diritto di coniare monete in argento, mentre quelle tributarie solo monete in bronzo. Il territorio comprendeva, al momento dell'annessione, le terre del patrimonio regio divenute ager publicus populi romani, in alcuni casi date in concessione, vaste proprietà private, i territori assegnati alle singole città e quelli di proprietà di grandi santuari e, nell'interno, quelli delle comunità indigene organizzate in villaggi. Sotto Augusto alcune città ottennero la condizione di colonia romana (Alessandria Troade con il nome di Colonia Augusta, Pario, con il nome di Colonia Iulia Pariana, e Tralles, con il nome di Caesarea Tralles).
La provincia fu governata da un propretore e solo in tempo di guerra vi veniva inviato un console o un proconsole. Con la riforma augustea del 27 a.C. fu classificata tra le province senatorie e veniva governata da un proconsole. Il governatore era assistito da un questore propretore e da tre legati. La capitale, che forse nei primi tempi dopo l'annessione era stata la stessa del regno pergameno, Pergamo, divenne presto Efeso. Era divisa in una serie di distretti giudiziari (conventus), di cui ci fornisce una lista Plinio: Laodicea al Lico, Synnada, Apamea di Frigia, Alabanda, Sardi, Smirne e Pergamo, oltre alla capitale provinciale. I primi tre furono per qualche tempo (fino al 50 a.C.) alla provincia di Cilicia.

## Lista di governatori romani

### Repubblicani (133 — 27 a.C.)
| Governatori della provincia romana d'Asia | Governatori della provincia romana d'Asia       | Governatori della provincia romana d'Asia       | Governatori della provincia romana d'Asia       | Governatori della provincia romana d'Asia       |
| ----------------------------------------- | ----------------------------------------------- | ----------------------------------------------- | ----------------------------------------------- | ----------------------------------------------- |
| Anno                                      | Asia                                            | Asia                                            | Asia                                            | Asia                                            |
| 131—130 a.C.                              | Publio Licinio Crasso Dive Muciano              | Publio Licinio Crasso Dive Muciano              | Publio Licinio Crasso Dive Muciano              | Publio Licinio Crasso Dive Muciano              |
| 130-129 a.C.                              | Marco Perperna                                  | Marco Perperna                                  | Marco Perperna                                  | Marco Perperna                                  |
| 129-126 a.C.                              | Manlio Aquilio                                  | Manlio Aquilio                                  | Manlio Aquilio                                  | Manlio Aquilio                                  |
| 120 a.C.                                  | Quinto Muzio Scevola Augure (propraetor)        | Quinto Muzio Scevola Augure (propraetor)        | Quinto Muzio Scevola Augure (propraetor)        | Quinto Muzio Scevola Augure (propraetor)        |
| 116 a.C.                                  | (?) Gneo Papirio Carbone (propraetor)           | (?) Gneo Papirio Carbone (propraetor)           | (?) Gneo Papirio Carbone (propraetor)           | (?) Gneo Papirio Carbone (propraetor)           |
| 112 a.C.                                  | (?) Marco Antonio Oratore (quaestor propraetor) | (?) Marco Antonio Oratore (quaestor propraetor) | (?) Marco Antonio Oratore (quaestor propraetor) | (?) Marco Antonio Oratore (quaestor propraetor) |
| 106 a.C. ca.                              | Gaio Billieno                                   | Gaio Billieno                                   | Gaio Billieno                                   | Gaio Billieno                                   |
| 104 a.C.                                  | (?) Gaio Cluvio                                 | (?) Gaio Cluvio                                 | (?) Gaio Cluvio                                 | (?) Gaio Cluvio                                 |
| 100 a.C.                                  | Lucio Calpurnio Pisone Cesonino                 | Lucio Calpurnio Pisone Cesonino                 | Lucio Calpurnio Pisone Cesonino                 | Lucio Calpurnio Pisone Cesonino                 |
| 97 a.C.                                   | Quinto Muzio Scevola Pontefice                  | Quinto Muzio Scevola Pontefice                  | Quinto Muzio Scevola Pontefice                  | Quinto Muzio Scevola Pontefice                  |
| 93 a.C. ca.                               | Lucio Gellio Poplicola                          | Lucio Gellio Poplicola                          | Lucio Gellio Poplicola                          | Lucio Gellio Poplicola                          |
| 92 a.C. ca.                               | Lucio Valerio Flacco                            | Lucio Valerio Flacco                            | Lucio Valerio Flacco                            | Lucio Valerio Flacco                            |
| 91 a.C. ca.                               | Gaio Giulio Cesare                              | Gaio Giulio Cesare                              | Gaio Giulio Cesare                              | Gaio Giulio Cesare                              |
| 90 a.C.                                   | Lucio Lucilio                                   | Lucio Lucilio                                   | Lucio Lucilio                                   | Lucio Lucilio                                   |
| 89-88 a.C.                                | Gaio Cassio                                     | Gaio Cassio                                     | Gaio Cassio                                     | Gaio Cassio                                     |
| 88-84 a.C.                                | Lucio Cornelio Silla                            | Lucio Cornelio Silla                            | Lucio Cornelio Silla                            | Lucio Cornelio Silla                            |
| 84-83 a.C.                                | Lucio Licinio Murena (propraetor)               | Lucio Licinio Murena (propraetor)               | Lucio Licinio Murena (propraetor)               | Lucio Licinio Murena (propraetor)               |
| 82-81 a.C.                                | Lucio Cornelio Lentulo                          | Lucio Cornelio Lentulo                          | Lucio Cornelio Lentulo                          | Lucio Cornelio Lentulo                          |
| 81-80 a.C.                                | Marco Minucio Termo                             | Marco Minucio Termo                             | Marco Minucio Termo                             | Marco Minucio Termo                             |
| 80 a.C.                                   | Publio Claudio Nerone                           | Publio Claudio Nerone                           | Publio Claudio Nerone                           | Publio Claudio Nerone                           |
| 77-76 a.C.                                | (?) Terentius Varro                             | (?) Terentius Varro                             | (?) Terentius Varro                             | (?) Terentius Varro                             |
| 76-75 a.C.                                | Marco Giunio Silano                             | Marco Giunio Silano                             | Marco Giunio Silano                             | Marco Giunio Silano                             |
| 75 a.C.                                   | Marco Giunco                                    | Marco Giunco                                    | Marco Giunco                                    | Marco Giunco                                    |
| 73-69 a.C.                                | Lucio Licinio Lucullo                           | Lucio Licinio Lucullo                           | Lucio Licinio Lucullo                           | Lucio Licinio Lucullo                           |
| 68-67 a.C.                                | Publio Cornelio Dolabella                       | Publio Cornelio Dolabella                       | Publio Cornelio Dolabella                       | Publio Cornelio Dolabella                       |
| 67-66 a.C.                                | Lucio Manlio Torquato                           | Lucio Manlio Torquato                           | Lucio Manlio Torquato                           | Lucio Manlio Torquato                           |
| 66-65 a.C.                                | Tito Aufidio                                    | Tito Aufidio                                    | Tito Aufidio                                    | Tito Aufidio                                    |
| 65-64 a.C.                                | Publio Varinio (Propraetor)                     | Publio Varinio (Propraetor)                     | Publio Varinio (Propraetor)                     | Publio Varinio (Propraetor)                     |
| 64-63 a.C.                                | Publio Orbio (Propraetor)                       | Publio Orbio (Propraetor)                       | Publio Orbio (Propraetor)                       | Publio Orbio (Propraetor)                       |
| 63-62 a.C.                                | Publio Servilio Globulo (Propraetor)            | Publio Servilio Globulo (Propraetor)            | Publio Servilio Globulo (Propraetor)            | Publio Servilio Globulo (Propraetor)            |
| 62-61 a.C.                                | Lucio Valerio Flacco (Propraetor)               | Lucio Valerio Flacco (Propraetor)               | Lucio Valerio Flacco (Propraetor)               | Lucio Valerio Flacco (Propraetor)               |
| 61-58 a.C.                                | Quinto Tullio Cicerone                          | Quinto Tullio Cicerone                          | Quinto Tullio Cicerone                          | Quinto Tullio Cicerone                          |
| 58-57 a.C.                                | Lucius (? Titus) Ampius Balbus                  | Lucius (? Titus) Ampius Balbus                  | Lucius (? Titus) Ampius Balbus                  | Lucius (? Titus) Ampius Balbus                  |
| 57-56 a.C.                                | Gaio Fabio Adriano                              | Gaio Fabio Adriano                              | Gaio Fabio Adriano                              | Gaio Fabio Adriano                              |
| 56-55 a.C.                                | Gaio Settimio                                   | Gaio Settimio                                   | Gaio Settimio                                   | Gaio Settimio                                   |
| 55-53 a.C.                                | Gaio Claudio Pulcro                             | Gaio Claudio Pulcro                             | Gaio Claudio Pulcro                             | Gaio Claudio Pulcro                             |
| 53-50 a.C.                                | Quinto Minucio Termo (Propraetor)               | Quinto Minucio Termo (Propraetor)               | Quinto Minucio Termo (Propraetor)               | Quinto Minucio Termo (Propraetor)               |
| 50-49 a.C.                                | Lucio Antonio (Proquaestor propraetore)         | Lucio Antonio (Proquaestor propraetore)         | Lucio Antonio (Proquaestor propraetore)         | Lucio Antonio (Proquaestor propraetore)         |
| 49-48 a.C.                                | Gaio Fannio                                     | Gaio Fannio                                     | Gaio Fannio                                     | Gaio Fannio                                     |
| 47-46 a.C.                                | Gneo Domizio Calvino                            | Gneo Domizio Calvino                            | Gneo Domizio Calvino                            | Gneo Domizio Calvino                            |
| 46-44 a.C.                                | Publio Servilio Isaurico                        | Publio Servilio Isaurico                        | Publio Servilio Isaurico                        | Publio Servilio Isaurico                        |
| 44-43 a.C.                                | Gaio Trebonio                                   | Gaio Trebonio                                   | Gaio Trebonio                                   | Gaio Trebonio                                   |
| 42-40 a.C.                                | Marco Turio                                     | Marco Turio                                     | Marco Turio                                     | Marco Turio                                     |
| 40-38 a.C.                                | Lucio Munazio Planco                            | Lucio Munazio Planco                            | Lucio Munazio Planco                            | Lucio Munazio Planco                            |
| 38 a.C.                                   | Marco Cocceio Nerva                             | Marco Cocceio Nerva                             | Marco Cocceio Nerva                             | Marco Cocceio Nerva                             |
| 36-35 a.C.                                | Gaio Furnio                                     | Gaio Furnio                                     | Gaio Furnio                                     | Gaio Furnio                                     |
| 35-34 a.C.                                | Marco Tizio                                     | Marco Tizio                                     | Marco Tizio                                     | Marco Tizio                                     |
| 34-33 a.C.                                | Asinio Marrucino                                | Asinio Marrucino                                | Asinio Marrucino                                | Asinio Marrucino                                |
| 33 a.C.                                   | Marco Erennio Picente                           | Marco Erennio Picente                           | Marco Erennio Picente                           | Marco Erennio Picente                           |
| 31?-30 a.C.                               | Vedio Pollione                                  | Vedio Pollione                                  | Vedio Pollione                                  | Vedio Pollione                                  |
| dopo il 30 a.C.                           | Gaio Memmio                                     | Gaio Memmio                                     | Gaio Memmio                                     | Gaio Memmio                                     |

### Alto imperiali (27 a.C. — 285)

#### Sotto Augusto
| Governatori della provincia romana d'Asia | Governatori della provincia romana d'Asia | Governatori della provincia romana d'Asia | Governatori della provincia romana d'Asia | Governatori della provincia romana d'Asia |
| ----------------------------------------- | ----------------------------------------- | ----------------------------------------- | ----------------------------------------- | ----------------------------------------- |
| Anno                                      | Asia                                      | Asia                                      | Asia                                      | Asia                                      |
| 27—25 a.C.                                | Lucio Vinicio                             | Lucio Vinicio                             | Lucio Vinicio                             | Lucio Vinicio                             |
| 25—23 a.C.                                | Potito Valerio Messalla                   | Potito Valerio Messalla                   | Potito Valerio Messalla                   | Potito Valerio Messalla                   |
| 23—21 a.C.                                | Sesto Apuleio                             | Sesto Apuleio                             | Sesto Apuleio                             | Sesto Apuleio                             |
| 18—17 oppure 17-16 a.C.                   | Gaio Norbano Flacco                       | Gaio Norbano Flacco                       | Gaio Norbano Flacco                       | Gaio Norbano Flacco                       |
| 15 a.C.                                   | Quinto Emilio Lepido                      | Quinto Emilio Lepido                      | Quinto Emilio Lepido                      | Quinto Emilio Lepido                      |
| 14—13 a.C.                                | Gaio Senzio Saturnino                     | Gaio Senzio Saturnino                     | Gaio Senzio Saturnino                     | Gaio Senzio Saturnino                     |
| 12—10 a.C.                                | Marco Vinicio                             | Marco Vinicio                             | Marco Vinicio                             | Marco Vinicio                             |
| 10—8 a.C.                                 | Paolo Fabio Massimo                       | Paolo Fabio Massimo                       | Paolo Fabio Massimo                       | Paolo Fabio Massimo                       |
| 7—6 a.C.                                  | Iullo Antonio                             | Iullo Antonio                             | Iullo Antonio                             | Iullo Antonio                             |
| 6—5 a.C.                                  | Gaio Asinio Gallo Salonino                | Gaio Asinio Gallo Salonino                | Gaio Asinio Gallo Salonino                | Gaio Asinio Gallo Salonino                |
| tra il 15 e il 4 a.C.                     | Publio Cornelio Scipione                  | Publio Cornelio Scipione                  | Publio Cornelio Scipione                  | Publio Cornelio Scipione                  |
| 2-1 a.C.                                  | Gneo Cornelio Lentulo l'Augure            | Gneo Cornelio Lentulo l'Augure            | Gneo Cornelio Lentulo l'Augure            | Gneo Cornelio Lentulo l'Augure            |
| ca. 1 d.C.                                | Lucio Calpurnio Pisone                    | Lucio Calpurnio Pisone                    | Lucio Calpurnio Pisone                    | Lucio Calpurnio Pisone                    |
| 2 d.C.                                    | Publio Sulpicio Quirinio                  | Publio Sulpicio Quirinio                  | Publio Sulpicio Quirinio                  | Publio Sulpicio Quirinio                  |
| 2 ca.                                     | Publio Vinicio                            | Publio Vinicio                            | Publio Vinicio                            | Publio Vinicio                            |
| 2-3                                       | Gaio Marcio Censorino                     | Gaio Marcio Censorino                     | Gaio Marcio Censorino                     | Gaio Marcio Censorino                     |
| 4-5                                       | Marco Plauzio Silvano                     | Marco Plauzio Silvano                     | Marco Plauzio Silvano                     | Marco Plauzio Silvano                     |
| 5-12                                      | Publio Marcellino                         | Publio Marcellino                         | Publio Marcellino                         | Publio Marcellino                         |
| 5-12                                      | Gaio Asinio Pollione                      | Gaio Asinio Pollione                      | Gaio Asinio Pollione                      | Gaio Asinio Pollione                      |
| 5-12                                      | (?) Lucio Calpurnio Pisone Cesonino       | (?) Lucio Calpurnio Pisone Cesonino       | (?) Lucio Calpurnio Pisone Cesonino       | (?) Lucio Calpurnio Pisone Cesonino       |
| 6 ca.                                     | Gaio Antistio Vetere                      | Gaio Antistio Vetere                      | Gaio Antistio Vetere                      | Gaio Antistio Vetere                      |
| 9-10                                      | Lucio Volusio Saturnino                   | Lucio Volusio Saturnino                   | Lucio Volusio Saturnino                   | Lucio Volusio Saturnino                   |
| 11-12                                     | Lucio Valerio Messalla Voleso             | Lucio Valerio Messalla Voleso             | Lucio Valerio Messalla Voleso             | Lucio Valerio Messalla Voleso             |
| 12-15                                     | Gaio Vibio Postumo                        | Gaio Vibio Postumo                        | Gaio Vibio Postumo                        | Gaio Vibio Postumo                        |

#### Sotto Tiberio
| Governatori della provincia romana d'Asia | Governatori della provincia romana d'Asia | Governatori della provincia romana d'Asia | Governatori della provincia romana d'Asia | Governatori della provincia romana d'Asia |
| ----------------------------------------- | ----------------------------------------- | ----------------------------------------- | ----------------------------------------- | ----------------------------------------- |
| Anno                                      | Asia                                      | Asia                                      | Asia                                      | Asia                                      |
| 16—17                                     | Sesto Nonio Quintiliano                   | Sesto Nonio Quintiliano                   | Sesto Nonio Quintiliano                   | Sesto Nonio Quintiliano                   |
| 20—21                                     | Gaio Giunio Silano                        | Gaio Giunio Silano                        | Gaio Giunio Silano                        | Gaio Giunio Silano                        |
| 21—22                                     | Manio Emilio Lepido                       | Manio Emilio Lepido                       | Manio Emilio Lepido                       | Manio Emilio Lepido                       |
| 22—23                                     | Gaio Fonteio Capitone                     | Gaio Fonteio Capitone                     | Gaio Fonteio Capitone                     | Gaio Fonteio Capitone                     |
| 24                                        | Gaio Norbano Flacco                       | Gaio Norbano Flacco                       | Gaio Norbano Flacco                       | Gaio Norbano Flacco                       |
| 26—28 ca.                                 | Marco Emilio Lepido                       | Marco Emilio Lepido                       | Marco Emilio Lepido                       | Marco Emilio Lepido                       |
| 27—30 ca.                                 | Sesto Pompeo                              | Sesto Pompeo                              | Sesto Pompeo                              | Sesto Pompeo                              |
| 29—35 ca.                                 | Publio Petronio                           | Publio Petronio                           | Publio Petronio                           | Publio Petronio                           |
| 34—35                                     | Lucio Munazio Planco                      | Lucio Munazio Planco                      | Lucio Munazio Planco                      | Lucio Munazio Planco                      |
| 35—36                                     | Cotta Massimo Messalino                   | Cotta Massimo Messalino                   | Cotta Massimo Messalino                   | Cotta Massimo Messalino                   |
| 36—37                                     | Gaio Vibio Rufino                         | Gaio Vibio Rufino                         | Gaio Vibio Rufino                         | Gaio Vibio Rufino                         |

#### Sotto Caligola
| Governatori della provincia romana d'Asia | Governatori della provincia romana d'Asia | Governatori della provincia romana d'Asia | Governatori della provincia romana d'Asia | Governatori della provincia romana d'Asia |
| ----------------------------------------- | ----------------------------------------- | ----------------------------------------- | ----------------------------------------- | ----------------------------------------- |
| Anno                                      | Asia                                      | Asia                                      | Asia                                      | Asia                                      |
| 37—38                                     | Gaio Calpurnio Aviola                     | Gaio Calpurnio Aviola                     | Gaio Calpurnio Aviola                     | Gaio Calpurnio Aviola                     |
| 38—39 ca.                                 | Gaio Asinio Pollione                      | Gaio Asinio Pollione                      | Gaio Asinio Pollione                      | Gaio Asinio Pollione                      |
| 39—40 ca.                                 | Marco Vinicio                             | Marco Vinicio                             | Marco Vinicio                             | Marco Vinicio                             |
| 40—41 ca.                                 | Gaio Cassio Longino                       | Gaio Cassio Longino                       | Gaio Cassio Longino                       | Gaio Cassio Longino                       |

#### Sotto Claudio
| Governatori della provincia romana d'Asia | Governatori della provincia romana d'Asia | Governatori della provincia romana d'Asia | Governatori della provincia romana d'Asia | Governatori della provincia romana d'Asia |
| ----------------------------------------- | ----------------------------------------- | ----------------------------------------- | ----------------------------------------- | ----------------------------------------- |
| Anno                                      | Asia                                      | Asia                                      | Asia                                      | Asia                                      |
| 42-43                                     | Gaio Sallustio Passieno Crispo            | Gaio Sallustio Passieno Crispo            | Gaio Sallustio Passieno Crispo            | Gaio Sallustio Passieno Crispo            |
| 43                                        | Gaio Trebonio                             | Gaio Trebonio                             | Gaio Trebonio                             | Gaio Trebonio                             |
| 43-44                                     | Paolo Fabio Persico                       | Paolo Fabio Persico                       | Paolo Fabio Persico                       | Paolo Fabio Persico                       |
| 48-49                                     | Publio Memmio Regolo                      | Publio Memmio Regolo                      | Publio Memmio Regolo                      | Publio Memmio Regolo                      |
| 50-52 circa                               | Aulo Didio Gallo                          | Aulo Didio Gallo                          | Aulo Didio Gallo                          | Aulo Didio Gallo                          |
| 52-53                                     | Gneo Domizio Corbulone                    | Gneo Domizio Corbulone                    | Gneo Domizio Corbulone                    | Gneo Domizio Corbulone                    |
| 53-54                                     | Publio Suillio Rufo                       | Publio Suillio Rufo                       | Publio Suillio Rufo                       | Publio Suillio Rufo                       |
| 54                                        | Marco Giunio Silano                       | Marco Giunio Silano                       | Marco Giunio Silano                       | Marco Giunio Silano                       |

#### Sotto Nerone
| Governatori della provincia romana d'Asia | Governatori della provincia romana d'Asia | Governatori della provincia romana d'Asia | Governatori della provincia romana d'Asia | Governatori della provincia romana d'Asia |
| ----------------------------------------- | ----------------------------------------- | ----------------------------------------- | ----------------------------------------- | ----------------------------------------- |
| Anno                                      | Asia                                      | Asia                                      | Asia                                      | Asia                                      |
| 55-56                                     | Tiberio Plauzio Silvano Eliano            | Tiberio Plauzio Silvano Eliano            | Tiberio Plauzio Silvano Eliano            | Tiberio Plauzio Silvano Eliano            |
| 58-59                                     | Lucio Vipstano Poplicola                  | Lucio Vipstano Poplicola                  | Lucio Vipstano Poplicola                  | Lucio Vipstano Poplicola                  |
| 59-60                                     | Messalla Vipstano Gallo                   | Messalla Vipstano Gallo                   | Messalla Vipstano Gallo                   | Messalla Vipstano Gallo                   |
| 61-62                                     | Quinto Marcio Barea Sorano                | Quinto Marcio Barea Sorano                | Quinto Marcio Barea Sorano                | Quinto Marcio Barea Sorano                |
| 62-63                                     | Publio Volasenna                          | Publio Volasenna                          | Publio Volasenna                          | Publio Volasenna                          |
| 63-64                                     | Lucio Salvio Otone Tiziano                | Lucio Salvio Otone Tiziano                | Lucio Salvio Otone Tiziano                | Lucio Salvio Otone Tiziano                |
| 64-65                                     | Lucio Antistio Vetere                     | Lucio Antistio Vetere                     | Lucio Antistio Vetere                     | Lucio Antistio Vetere                     |
| 65-66                                     | Manio Acilio Aviola                       | Manio Acilio Aviola                       | Manio Acilio Aviola                       | Manio Acilio Aviola                       |
| 66-67                                     | Marco Efulano                             | Marco Efulano                             | Marco Efulano                             | Marco Efulano                             |
| 67-68                                     | Marco Aponio Saturnino                    | Marco Aponio Saturnino                    | Marco Aponio Saturnino                    | Marco Aponio Saturnino                    |
| 68-69                                     | Gaio Fonteio Agrippa                      | Gaio Fonteio Agrippa                      | Gaio Fonteio Agrippa                      | Gaio Fonteio Agrippa                      |

#### Sotto Vespasiano e Tito
| Governatori della provincia romana d'Asia | Governatori della provincia romana d'Asia | Governatori della provincia romana d'Asia | Governatori della provincia romana d'Asia | Governatori della provincia romana d'Asia |
| ----------------------------------------- | ----------------------------------------- | ----------------------------------------- | ----------------------------------------- | ----------------------------------------- |
| Anno                                      | Asia                                      | Asia                                      | Asia                                      | Asia                                      |
| 70––73                                    | Tito Clodio Eprio Marcello                | Tito Clodio Eprio Marcello                | Tito Clodio Eprio Marcello                | Tito Clodio Eprio Marcello                |
| 75––76                                    | Marco Vettio Bolano                       | Marco Vettio Bolano                       | Marco Vettio Bolano                       | Marco Vettio Bolano                       |
| 77––78                                    | Tiberio Cazio Asconio Silio Italico       | Tiberio Cazio Asconio Silio Italico       | Tiberio Cazio Asconio Silio Italico       | Tiberio Cazio Asconio Silio Italico       |
| 78––79                                    | Gaio Lecanio Basso Cecina Peto            | Gaio Lecanio Basso Cecina Peto            | Gaio Lecanio Basso Cecina Peto            | Gaio Lecanio Basso Cecina Peto            |
| 79––80                                    | Marco Ulpio Traiano                       | Marco Ulpio Traiano                       | Marco Ulpio Traiano                       | Marco Ulpio Traiano                       |
| 80––81                                    | Gneo Arrio Antonino                       | Gneo Arrio Antonino                       | Gneo Arrio Antonino                       | Gneo Arrio Antonino                       |

#### Sotto Domiziano e Nerva
- Marco Mecio Rufo (83)
- Sesto Giulio Frontino (85—86)
- Gaio Vettuleno Civica Cereale (87—88)
- Lucio Mestrio Floro (88—89)
- Marcus Fulvius Gillo (89—90)
- Publius Calvisius Ruso (92—93)
- Lucio Giunio Cesennio Peto (93—94)
- Marcus Atilius Postumus Bradua (94—95)
- Sextus Carminius Vetus (96—98)
- Gnaeus Pedanius Fuscus Salinator (98—99)
- Marcus Aquillius Regulus

#### Sotto Traiano
- Quintus Julius Balbus (100—102)
- Tiberio Giulio Celso Polemeano (105—106)
- Lucius Dasumius Hadrianus (106—107)
- Lucio Nonio Calpurnio Torquato Asprenate (107—108)
- Marcus Lollius Paullinus Decimus Valerius Asiaticus Saturninus (c. 108/109)
- Gaius Cornelius Rarus (c. 108/109)
- Gaius Antius Aulus Julius Quadratus (110)
- Lucius Baebius Tullus (110—111)
- Quintus Fabius Postuminus (111—112)
- Cornelius Tacitus (112—113)
- Quintus Vibius Secundus (113)
- Aulus Vicirius Martialis (113—114)
- Marcus Ostorius Scapula (114—115)
- Quintus Fulvius Gillo Bittius Proculus (115—116)
- Galeo Tettienus Severus Marcus Eppuleius Proculus Tiberius Caepio Hispo (c. 117/118)
- Publius Metilius Secundus

#### Sotto Adriano
- Gaius Sertorius Brocchus Quintus Servaeus Innocens (c. 117/118)
- Tiberius Caepio Hispo (c. 118/119)
- Quintus Licinius Silvanus Granianus (121—122)
- Gaius Minucius Fundanus (122—123)
- Serenius Granianus (123—124)
- Quinto Pompeo Falcone (124/125)
- Lucius Hedius Rufus Lollianus Avitus (128—129)
- Afrianus Flavianus (130—131)
- Gaius Julius Alexeer Berenicianus (132—133)
- Titus Aurelius Fulvus Antoninus (134—135)
- (?) Quintus Pompeius Falco

#### Sotto Antonino Pio
- Lucius Venuleius Apronianus Octavius Princus (138—139)
- Lucius Antonius Albus (146—147)
- Glabrio (? 148—149)
- Popilius Priscus (149—150)
- Titus Vitrasius Pollio (152)
- Lucius Statius Quadratus (156—157)
- Titus Statilius Maximus (157—158)

#### Sotto Marco Aurelio
- Gaius Popillius Carus Pedo (162—163)
- Quinto Pompeio Sosio Prisco (c. 163/164)
- Gaius Pompeius Longus Gallus (c. 163/164)
- Marcus Gavius Squilla Gallicanus (165)
- Statius Quadratus (c. 167)
- Titus Pomponius Proculus Vitrasius Pollio (167—168)
- Lucius Sergius Paullus (168)
- Sextus Quintilius Valerius Maximus (168—169)
- Aulus Junius Rufinus (169—170)
- Servilius Paulus (170)
- Marco Nonio Macrino (170—171)
- Marcus Junius Rufinus Sabinianus (172—173)
- Sextus Sulpicius Tertullus (173—174)

#### Sotto Commodo
- Tito Flavio Sulpiciano (186)
- Quinto Edio Lolliano Plauzio Avito (prima del193)
- (?) Sulpicius Crassus

#### Sotto Settimio Severo
- Lucius Albinus Saturninus (c. 190/200)
- Asellius Aemilianus (192—193)
- (?) Marcus Gavius Galicanus (? c. 195/200)
- Quintus Licinius Nepos (c. 198/208)
- Quintus Aurelius Polus Terentianus (c. 198/208)
- Quinto Tineio Sacerdote (c. 199/211)
- Quintus Hedius Rufus Lollianus Gentianus (201—202)
- Tarius Titianus (c. 202/205)
- Lucius Calpurnius Proculus (c. 202/205)
- Popilio Pedone Aproniano (c. 204/206)
- Quintus Caecilius Secundus Servilianus (208—209)
- Titus Manilius Fuscus (209—210)
- (?) Decimus Caelius Calvinus Balbinus
- (?) Sextius Magius Lateranus

#### Sotto Caracalla
- (?) Gaius Gabinius Barbarus Pompeianus (c. 211/213)
- Gavius Tranquillus (c. 211/213)
- Marcus Junius Consessus Aemilianus (c. 213/214)
- Lucio Mario Massimo Perpetuo Aureliano (213—215) or (214—216)
- Gaio Giulio Avito Alessiano (216—217)
- Gaius Julius Asper (217) (designatus)

#### Sotto Macrino ed Eliogabalo
| c. 217/218 | Quinto Anicio Fausto                       | Quinto Anicio Fausto                       | Quinto Anicio Fausto                       | Quinto Anicio Fausto                       | Quinto Anicio Fausto                       | Quinto Anicio Fausto                       |
| c. 218/219 | Lucio Mario Perpetuo                       | Lucio Mario Perpetuo                       | Lucio Mario Perpetuo                       | Lucio Mario Perpetuo                       | Lucio Mario Perpetuo                       | Lucio Mario Perpetuo                       |
| c. 221     | Marco Nummio Umbrio Primo Senecione Albino | Marco Nummio Umbrio Primo Senecione Albino | Marco Nummio Umbrio Primo Senecione Albino | Marco Nummio Umbrio Primo Senecione Albino | Marco Nummio Umbrio Primo Senecione Albino | Marco Nummio Umbrio Primo Senecione Albino |
| c. 219/222 | Marco Aufidio Frontone                     | Marco Aufidio Frontone                     | Marco Aufidio Frontone                     | Marco Aufidio Frontone                     | Marco Aufidio Frontone                     | Marco Aufidio Frontone                     |
| c. 219/222 | Gaio Aufidio Marcello                      | Gaio Aufidio Marcello                      | Gaio Aufidio Marcello                      | Gaio Aufidio Marcello                      | Gaio Aufidio Marcello                      | Gaio Aufidio Marcello                      |

#### Sotto Alessandro Severo
- Quinto Edio Lolliano Plauzio Avito (c. 224)
- (?) Quintus Aiacius Modestinus Crescentianus (c. 222/235)
- Quintus Virius (? Vibius) Egnatius Sulpicius Priscus (c. 222/235)
- Marcus Clodius Pupienus Maximus (before 234)
- Amicus (c. 230/232)

#### Governatori sotto Massimino Trace
- Lucius Valerius Messalla Apollinaris (c. 236/238)

#### Sotto Gordiano III
- Marcus Triarius Rufinus Asinius Sabinianus (c. 238/240)
- Lucius Egnatius Victor Lollianus (242—245)

#### Sotto Decio
- Gaius Julius Flavius Proculus Quintilianus (249—250)

#### Sotto Valeriano
- Gaius Julius Octavius Volusenna Rogatianus (c. 253/256)
- Maximillianus (? 260)
- (?) Tiberio Pollenio Armenio Peregrino

#### Sotto Marco Aurelio Probo
- Arellius Fuscus (275)
- Faltonius Probus (276)
- Julius Proculus (276)

#### Sotto Caro
- Giulio Asclepiodoto (283) (praeses)

### Tardo imperiali (285 — 395)

#### Sotto Diocleziano
- Aurelius Hermogenianus (c. 286/305)
- Titus Flavius Festus (c. 286/293)
- Priscus (c. 286/305)
- Lucius Artorius Pius Maximus (c. 287/298)
- Gaio Giunio Tiberiano (c. 293/303)
- Annius Epifanius (c. 293/305)

#### Sotto Costantino I
- Amnio Manio Cesonio Nicomaco Anicio Paolino (c. 324/334)
- Titus Fabius Titianus (c. 324/337)

#### Sotto Costanzo II
- Lucius Caelius Montius (c. 340/350)
- Marinus (c. 351/354)
- Flavius Magnus (c. 354/359)
- Mantitheus (before 355)
- Julianus (360)

#### Sotto Giuliano e Gioviano
- Aelius Claudius Dulcitius (361—363)
- Vitalius (363)

#### Sotto Valente
- Elpidio (364)
- Ormisda (365)
- Clearco (366—367)
- Eutropio (c. 371/372)
- Festo (372—378)

#### Sotto Teodosio I
- Septimius Maeadius (c. 379/386)
- Flavio Lucio Destro (c. 379/387)
- Auxonius (381)
- Nicomaco Flaviano (382—383)
- Victorius (392—394)
- Aurelianus (395)

### Dopo la divisione tra Occidente ed Oriente (395 — 491)

#### Sotto Arcadio
- Aeternalis (396)
- Simplicius (396)
- Nebridius (396)
- Julianus (397)
- Anatolius (c. 395/408)
- Antemio Isidoro (c. 405/410)

#### Sotto Teodosio II
- Flavius Heliodorus (c. 439/442)
- Proculus (449)

### Governatori di datazione incerta
- (?) Scaurianus (? tardo III secolo)
- Cassianus (III/IV secolo)
- Cossinius Rufinus (? metà/tardo III secolo)
- Axiochus (? tardo IV secolo)
- Ambrosius (? tardo IV secolo)
- Messalinus (IV/V secolo)
- Aristus (IV/V secolo)
- Constantinus (IV/V secolo)
- Nonnus (inizio del V secolo)
- (?) Ignatius (inizio/metà V secolo)
- (?) Zosimianus (inizio/metà V secolo)
- Andreas (? V secolo)
- Flavius Axius Arcadius Phlegethius (tardo V/inizio del VI secolo)
- Damocharis (IV/VI secolo)
- Theodosius (V/VI secolo)